# 이해영 (1970년)
이해영(1970년 9월 7일~)은 대한민국의 배우이다. 1989년 연극배우로 첫 데뷔하였으며 1994년 뮤지컬 배우로 데뷔하였다.

## 학력
- 서울예술대학 연극과 졸업

## 출연작

### 영화
- 2005년 《박수칠 때 떠나라》 : 김창화 역
- 2006년 《거룩한 계보》 : 조 검사 역
- 2007년 《검은 집》 :  한승규 역
- 2007년 《바르게 살자》 : 송경태 역
- 2009년 《굿모닝 프레지던트》 : 문영철 역
- 2009년 《결혼식 후에》: 최형우 역
- 2010년 《구르믈 버서난 달처럼》 : 한필주 역
- 2010년 《퀴즈왕》 : 최하영 역
- 2011년 《글러브》 : 프로선수 역
- 2013년 《마이 리틀 히어로》 : 구 상무 역
- 2014년 《하이힐》 : 출국심사직원 역
- 2014년 《명량》 : 송희립장군 역 (첫 천만영화)
- 2014년 《우리는 형제입니다》 : 장의버스 김만재 장남 역
- 2014년 《감기》
- 2015년 《성실한 나라의 앨리스》 : 규정 역
- 2015년 《탐정: 더 비기닝》 : 서 팀장 역
- 2015년 《히말라야》 : 장철구 역
- 2016년 《그날의 분위기》 : 대표 역
- 2016년 《사냥》 : 문대국 역
- 2017년 《공조》 : 표 반장 역
- 2017년 《프리즌》 : 조 검사 역 (우정출연)
- 2017년 《역모: 반란의 시대》 : 의금부부장 역
- 2019년 《보희와 녹양》 : 보희엄마 남자친구 역
- 2019년 《난폭한 기록》 : 박경환 역
- 2020년 《애비규환》 : 최환규 역
- 2022년 《킹메이커》 : 이한상 역
- 2022년 《공조 2: 인터내셔날》 : 표 반장 역
- 2023년 《길복순》 : 오정식 역 (우정출연)
- 2024년 《무도실무관》 : 이상우 역 (특별출연)

### 드라마
- 2001년 SBS 《화려한 시절》: 윤지호의 부하 역
- 2006년 SBS 《사랑과 야망》
- 2006년 SBS 《맨발의 사랑》 : 이상택 역
- 2007년 KBS2 《얼렁뚱땅 흥신소》 : 강승호 역
- tvN 《막돼먹은 영애씨》
  - 2008년 《막돼먹은 영애씨 (시즌 4)》 : 장동건 역
  - 2009년 《막돼먹은 영애씨 (시즌 5)》 : 장동건 역
  - 2010년 《막돼먹은 영애씨 (시즌 7)》 : 장동건 역
  - 2010년 《막돼먹은 영애씨 (시즌 8)》 :  장동건 역
- 2009년 KBS2 《그저 바라보다가》 : 백 기자 역
- 2011년 SBS 《마이더스》 : 차영민 역
- 2011년 KBS 《KBS 드라마 스페셜 - 서경시 체육회 구조조정 비하인드 스토리》 : 홍 실장 역
- 2012년 TV조선 《한반도》 : 한영훈 역
- 2013년 KBS2 《광고천재 이태백》 : 황 전무 역
- 2014년 KBS2 《빅맨》 : 자로크 지부장 역
- 2014년 tvN 《라이어 게임》 : 고찬용 변호사 역
- 2014년 tvN 《가족의 비밀》 : 장명석 역
- 2014년 OCN 《닥터 프로스트》 : 박기웅 역 (특별출연)
- 2016년 OCN 《뱀파이어 탐정》 : 정지웅 역
- 2016년 tvN 《피리부는 사나이》 : 고실장 역
- 2017년 OCN 《보이스》 : 장경학 역
- 2017년 SBS 《사임당, 빛의 일기》 : 정민석 / 이황 역
- 2017년 OCN 《듀얼》 : 박동술 역
- 2017년 OCN 《블랙》 : 민재훈 역
- 2017년 MBC 《로봇이 아니야》 : 윤전무 역
- 2018년 OCN 《미스트리스》 :  차민재 역
- 2018년 JTBC 《스케치》 : 백우진 역
- 2018년 OCN 《보이스 2》 : 장경학 역
- 2018년 OCN 《손 the guest》 : 강력반 곽반장 역
- 2019년 MBC 《이몽》 : 히로시 역
- 2019년 JTBC 《열여덟의 순간》 : 유종수 역
- 2019년 tvN  《싸이코패스 다이어리》: 류재준 경감 역
- 2020년 SBS 《더 킹 : 영원의 군주》: 유경무 / 유조열 역
- 2020년 tvN  《비밀의 숲 2》: 신재용/수사국장 역
- 2020년 TV조선 《바람과 구름과 비》 : 양헌수 장군 역
- 2021년 tvN 《루카：더 비기닝》: 오종환 역
- 2021년 KBS2 《달이 뜨는 강》 : 고원표 역
- 2021년 tvN 《너는 나의 봄》 : 고진복 역
- 2022년 Netflix 《더 글로리》 : 신영준 역
- 2023년 Netflix 《사냥개들》 : 황양중 역
- 2023년 tvN 《이로운 사기》 : 강경호 역
- 2023년 tvN 《이번 생도 잘 부탁해》 : 이상혁 역
- 2023년 Disney+ 《무빙》 : 경찰서장 역
- 2023년 KBS2 《혼례대첩》 : 조영배 역
- 2024년 Netflix 《돌풍》 : 한민호 역
- 2024년 Netflix 《Mr. 플랑크톤》 : 채영조 역
- 2025년 Disney+ 《트리거》 : 박대용 역
- 2025년 SBS 《보물섬》 : 허일도 역 (1회 ~ 13회까지 출연)

### 예능
- 2011년 tvN 《SNL 코리아 (시즌 1)》

### 연극
- 택시 드리벌
- 세일즈맨의 죽음

## 수상 및 후보
| 연도 | 시상식       | 부문                     | 작품 | 결과 |
| ---- | ------------ | ------------------------ | ---- | ---- |
| 2019 | MBC 연기대상 | 월화/특별기획부문 조연상 | 이몽 | 후보 |